# Neolophonotus atopus
Neolophonotus atopus là một loài ruồi trong họ Asilidae. Neolophonotus atopus được Londt miêu tả năm 1986. Loài này phân bố ở vùng nhiệt đới châu Phi.